# Bataille de Tienhaara
Guerre de Continuation de la Seconde Guerre mondiale
Batailles
1941
- Carélie du Ladoga
- Isthme de Carélie
- Carélie orientale
- Silberfuchs
  - Renntier
  - Platinfuchs
  - Polarfuchs
- Kirkenes et Petsamo
- Hanko
- Bengtskär
- Porlampi

1942
- Suursaari
- Someri

1944
- Vyborg-Petrozavodsk
  - Tienhaara
  - Tali-Ihantala
  - Île de Nerva
  - Baie de Vyborg
  - Vuosalmi
  - Nietjärvi
  - Ilomantsi
  - Hokki

Campagnes de la mer Baltique
La bataille de Tienhaara est un affrontement de la guerre de Continuation, opposant la Finlande et l'Union soviétique, menée au nord de Viipuri le 22 juin 1944, pendant la Seconde Guerre mondiale. 
Après avoir perdu Viipuri, les Finlandais concentrent leur défense dans la région de Tienhaara offrant une zone de défense favorable avec une voie navigable à proximité, coupant le champ de bataille déjà étroit en plusieurs îles.

## Contexte
L'offensive soviétique de 1944 a commencé le 10 juin 1944 et, en quelques jours, les lignes de défense fortifiées finlandaises dans le sud de l'isthme de Carélie sont percées. Le 20 juin, les forces soviétiques en progression sont déjà littéralement aux portes de Viipuri. La 20e brigade finlandaise est transférée pour défendre la ville, mais insuffisamment approvisionnée, elle manque d'armes antichar efficaces car elle ne dispose ni de canons antichar Pak 40 de 75 mm ni de connaissances sur la façon d'utiliser les quelques armes antichars Panzerfaust ou Panzerschreck disponibles. La 20e brigade n'est pas préparée à l'assaut blindé soviétique, dirigée par la 90e division de fusiliers du CVIIIe corps, appuyée par le 260e régiment de chars lourds et le 1238e régiment de canons automoteurs. La résistance finlandaise s'effondre rapidement, les hommes fuyant soit dans la panique, soit sous les ordres supposés de repli.

## La bataille
Le 61e régiment d'infanterie, unité étant entièrement composé de Suédois finlandais et de volontaires suédois, est sous le commandement du lieutenant-colonel Alpo K. Marttinen (en) et fait partie de la 17e division finlandaise. La division (dirigée par le major général Alonzo Sundman) arrive dans l'isthme depuis la Svir, immédiatement après la perte de Viipuri. Le régiment est déployé pour la défense à Tienhaara, situé le long de la route côtière menant au nord de Viipuri vers l'intérieur de la Finlande, sur la rive de Kivisillansalmi, le 22 juin, pour relever les troupes épuisées. Bénéficiant d'un fort soutien d'artillerie et du soutien du détachement Kuhlmey, le régiment parvient à conserver la région de Tienhaara, y compris le Kivisillansalmi, tout en se défendant contre les attaques répétées des 90e et 372e divisions de fusiliers soviétiques du CVIIIe corps de fusiliers appuyées par une artillerie puissante. À la fin de la bataille, le 23 juin, Marttinen est promu colonel.

## Conséquences
Les forces soviétiques tentent de pousser vers le nord mais échouent à percer les lignes finlandaises,. Le commandant soviétique, le maréchal Leonid Govorov, estime que de nouvelles tentatives de franchissement de la voie navigable seront trop coûteuses et prendront trop de temps. Il concentre alors le gros de ses forces dans la région de Juustila-Ihantala, contribuant ainsi aux événements qui conduiront à la bataille de Tali-Ihantala. Les forces finlandaises tiennent Tienhaara (aujourd'hui Seleznyovo) jusqu'au cessez-le-feu à la fin de l'été 1944, mais le village est cédé à l'Union soviétique dans le cadre du traité de Paris en 1947.